# Pescara del Tronto
Pour les articles homonymes, voir Tronto (homonymie).
Pescara del Tronto (La Pescara en dialecte local) est un village italien de 135 habitants, frazione de la commune d'Arquata del Tronto, dans la province d'Ascoli Piceno, dans la région des Marches. Le 24 août 2016, elle est profondément touchée par le séisme de 2016 en Italie centrale.

## Toponymie
Le nom de Pescara del Tronto dérive de deux termes :
- Pescara dont l'étymologie vient de pescaia, portion d'un fleuve délimitée par des rochers où il est possible de pêcher aisément ;
- del Tronto en référence au fleuve Tronto qui traverse le hameau et que l'on retrouve également dans la toponymie d'Arquata del Tronto.

La composition de ce toponyme laisse penser, comme l'a signalé Giuseppe Marinelli, que le Tronto (fleuve prenant sa source dans l'Apennin central) aurait autrefois abrité des zones favorables à la pêche.

## Géographie
Le village de Pescara del Tronto ainsi que la commune d'Arquata del Tronto, dont il dépend administrativement, ont la particularité de se trouver à cheval entre deux parcs naturels nationaux : le Parc national des Monts Sibyllins et le Parc national du Gran Sasso e Monti della Laga.
Le bourg de Pescara se situe dans la partie haute de la vallée du Tronto, à gauche du fleuve. Son territoire se compose principalement de zones forestières et de prairie et pâtures à usage pastoral.

## Histoire
Le séisme d'août 2016 a détruit une importante partie de Pescara del Tronto.
Le 30 octobre 2016 au matin, un séisme de magnitude 6,1 sur l'échelle de Richter a parachevé la destruction totale du village dont il ne reste plus aucun bâtiment debout.